# Psammophis rukwae
Espèce
Synonymes
- Psammophis sibilans rukwae Broadley, 1966
- Psammophis leucogaster Spawls, 1983

Psammophis rukwae est une espèce de serpents de la famille des Lamprophiidae. 

## Répartition
Cette espèce se rencontre :
- au Sénégal ;
- en Gambie ;
- au Mali ;
- au Ghana ;
- au Bénin ;
- au Tchad ;
- au Niger ;
- en Algérie ;
- au Burkina Faso ;
- dans le nord du Nigeria ;
- au Cameroun ;
- en Tanzanie.

## Liste des sous-espèces
Selon The Reptile Database (19 février 2014) :
- Psammophis rukwae leucogaster Spawls, 1983
- Psammophis rukwae rukwae Broadley, 1966

## Étymologie
Son nom d'espèce lui a été donné en référence au lieu de sa découverte, la vallée de la Rukwa en Tanzanie. La sous-espèce Psammophis rukwae leucogaster, du grec ancien λευκός, leukόs, « blanc », γαστήρ, gaster, « ventre », doit son nom à sa livrée

## Publications originales
- Broadley, 1966 : A review of the African stripe-bellied sand snakes of the genus Psammophis. Arnoldia, vol. 2, no 36, p. 1-9.
- Spawls, 1983 : A new Psammophis from Northern Ghana. British Journal of Herpetology, vol. 6, p. 311-312.